# Stazione di Settequerce
La stazione di Settequerce (in tedesco Bahnhof Siebeneich) è una fermata ferroviaria posta sulla linea Bolzano-Merano. Serve il centro abitato di Settequerce, frazione del comune di Terlano.